# Don May
Donald John May, detto Don (Dayton, 3 gennaio 1946), è un ex cestista statunitense, professionista nella NBA.

## Carriera
Venne selezionato dai New York Knicks al terzo giro del Draft NBA 1968 (30ª scelta assoluta).

## Palmarès
- Campione NIT (1968)
- NCAA AP All-America Second Team (1968)
- Campionato NBA: 1

New York Knicks: 1970